# Cañazas
Cañazas est un corregimiento situé dans le district homonyme, province de Veraguas, au Panama. En 2010, la localité comptait 4 836 habitants.